# HD 198766
HD 198766，又名CD-5112748，SAO 246786、HR 7992，是一颗恒星，视星等为6.24，位于銀經348.07，銀緯-39.89，其B1900.0坐标为赤經20h 47m 26.7s，赤緯-51° -39.89′ 18″。